# 王化行 (萬曆進士)
王化行（1589年—？），字二南，號京台，福建福州府闽县人，是一名明朝政治人物。

## 生平
万历三十四年（1606年）丙午科福建乡试举人，三十五年（1607年）丁未科進士，工部觀政，三十五年六月授行人，四十一年升礼部主事，四十三年升员外，四十四年升郎中，本年升江西副使，四十八年加升右参政，天启二年二月以舉卓异，賜宴礼部，升广东按察使，备兵南韶。六年补浙江按察使，淮扬兵备道，十一月升山东右布政，管河工水利道。崇祯元年升本省左布政，升光禄寺卿，管太常寺少卿事，丁忧，四年拾遗。

## 家族
曾祖王鳴鳳。祖父王一栢。父王時遇。母鄭氏。具庆下。兄化隆、人龍。弟廷佐、化成（禮部儒士）。